# 埃韦利娜·萨穆埃尔松
埃韦利娜·萨穆埃尔松（瑞典語：Evelina Samuelsson，1984年3月14日—），瑞典女子冰球运动员。她曾代表瑞典国家队参加2002年冬季奥林匹克运动会冰球比赛，获得一枚铜牌。